# 홍성 용봉사 승탑
홍성 용봉사 승탑(洪城 龍鳳寺 僧塔)은 충청남도 홍성군 홍북면 신경리, 용봉사에 있는 승탑이다. 1984년 5월 17일 충청남도의 문화재자료 제168호로 지정되었다.

## 개요
용봉사 내에 자리하고 있는 사리탑으로, 모셔둔 사리의 주인공은 밝혀지지 않고 있다. 원래는 이 절 근처의 다른 곳에 있었던 것을, 1910년 경에 이곳으로 옮겨 세웠다.
바닥돌이 없어진 채, 기단(基壇)과 탑신(塔身)만이 남아 있는데, 기단은 심하게 닳아 조각의 형태가 뚜렷하지 않고, 둥근 공을 살짝 누른 듯한 모양인 탑신의 몸돌은 특별한 꾸밈을 두지 않았다. 지붕돌은 6각으로 이루어진 듯하나 각 부분이 심하게 닳아있다. 꼭대기에 있었을 머리장식은 모두 남아있지 않다.
원래의 모습을 많이 잃어가고 있으며, 제작된 시기도 알 수가 없다.

## 참고 문헌
- 용봉사부도 - 국가유산청 국가유산포털